# Sinagogas de Kulashi
Las sinagogas de Kulashi (en georgiano: კულაშის სინაგოგები) son un conjunto de sinagogas ubicadas en Kulashi, región de Imericia, Georgia.

## Sinagoga delsigloXVIII
La primera sinagoga construida en Kulashi, que data del siglo XVIII, es un edificio sencillo de madera de un piso. En el interior del edificio se puede encontrar pintura ornamental.

## Sinagoga de 1901
Al lado se encuentra gran sinagoga de madera, construida a principios del siglo XX, porque la otra se había quedado demasiado pequeña. Esta construcción ya no tiene segundo piso pero mientras lo hubo, fue utilizado como escuela religiosa judía, donde se enseñaba la Torá.